# Eddyville (Nebraska)
Eddyville je selo u američkoj saveznoj državi Nebraska. Prema popisu stanovništva iz 2010. u njemu je živjelo 97 stanovnika.